# NGC 4188
NGC 4188 é uma galáxia espiral (Sb) localizada na direcção da constelação de Corvus. Possui uma declinação de -12° 35' 10" e uma ascensão recta de 12 horas, 14 minutos e 07,4 segundos.
A galáxia NGC 4188 foi descoberta em 1886 por Ormond Stone.